# Terre de la Reine-Maud
La terre de la Reine-Maud (en norvégien : Dronning Maud Land) est la région de l'Antarctique se trouvant entre le glacier de Stancomb-Wills, à 20° Ouest, et le glacier de Shinnan, à 45° Est, avec une superficie d'approximativement 2 500 000 km2, la majorité de celle-ci étant couverte par la calotte glaciaire.

## Toponymie
Le territoire porte le nom de la reine Maud (1869-1938), épouse du roi Haakon VII de Norvège.
En 1930, le Norvégien Hjalmar Riiser-Larsen est le premier à s'aventurer sur ce territoire. Le 14 janvier 1939, cette partie de l'Antarctique est revendiquée par la Norvège, mais bientôt l’Allemagne nazie la confisque pour la rebaptiser Nouvelle-Souabe. Depuis le 23 juin 1961, la terre de la Reine-Maud est considérée comme zone démilitarisée en vertu du traité sur l'Antarctique, mais elle demeure avec l’île Pierre Ier l’une des deux revendications territoriales en Antarctique de la Norvège. À ce titre, elle est administrée par le Service des affaires polaires du ministère norvégien de la Justice et de la Police, à Oslo.
La région est recouverte par l’inlandsis de l'Antarctique, et un épais mur de glace s'étend tout le long du littoral. En allant vers l'intérieur des terres, les chaînes de montagnes ressortent de l'inlandsis, et constituent un site favorable à une flore adaptée ainsi qu'aux oiseaux migrateurs.
Il n'y a pas de population permanente, mais les 12 stations installées sur cette partie du continent peuvent abriter jusqu'à 40 chercheurs, avec une variation importante selon la saison. Six de ces stations sont habitées en permanence, les autres n'étant actives qu'en été. L'aérodrome de Troll, du nom de la station voisine, et la piste d'envol de la base Novolazarevskaya permettent de rallier Le Cap en Afrique du Sud.

## Histoire
Les littoraux dénommés « côte du Prince Olav » et « côte de la Princesse Ragnhild » ont été découverts en 1929-30 par les pionniers norvégiens de l'aviation Hjalmar Riiser-Larsen et Finn Lützow-Holm.
Le magnat norvégien de la pêche baleinière Lars Christensen, en finançant neuf expéditions successives dans l'Antarctique entre 1927 et 1937, ouvre la voie à la revendication de cette région du globe par son pays. Son but premier n'est alors que de découvrir de nouvelles zones de pêches, qui auraient justifié une demande d'exclusivité de pêche dans les eaux du Territoire antarctique britannique.
C'est dans le même esprit (s'assurer le monopole de la pêche à la baleine) qu'en 1939, les autorités nazies lancent la troisième expédition allemande vers ces régions, avec le navire Schwabenland. C'est dans le cadre de cette expédition, en janvier 1939, qu'on photographie pour la première fois par avion, avec un hydravion Dornier, les montagnes dépourvues de glaces de l'arrière-pays.
La première expédition scientifique à l'intérieur de la terre de la Reine-Maud est l’expédition brito-suédo-norvégienne qui se déroule de 1949 à 1952.
Le 9 janvier 1982, la première expédition antarctique indienne (en) débarque sur la côte de la Princesse Astrid (en) et établit une base temporaire dénommée Dakshin Gangotri (en). La plaque érigée à cette occasion est classée monument historique de l'Antarctique.